# Golec
Il Golec (in russo голец?), plurale Gol'cy (гольцы), è un tipo di vetta montana spoglia circondata da pietrisco che si eleva sopra il confine della linea degli alberi e la zona dei prati alpini. Il termine fa parte del nome geografico di diverse vette dell'Estremo Oriente russo, della Siberia e degli Urali. Si trova solitamente nei nomi delle cime delle montagne del sistema siberiano meridionale, specialmente nella Transbajkalia e nei monti Saiani. Negli Urali è spesso usato come sinonimo il termine kamni (камни, "pietre"); in Kazakistan, negli Altaj e Tuva il termine taskyly (таскылы).

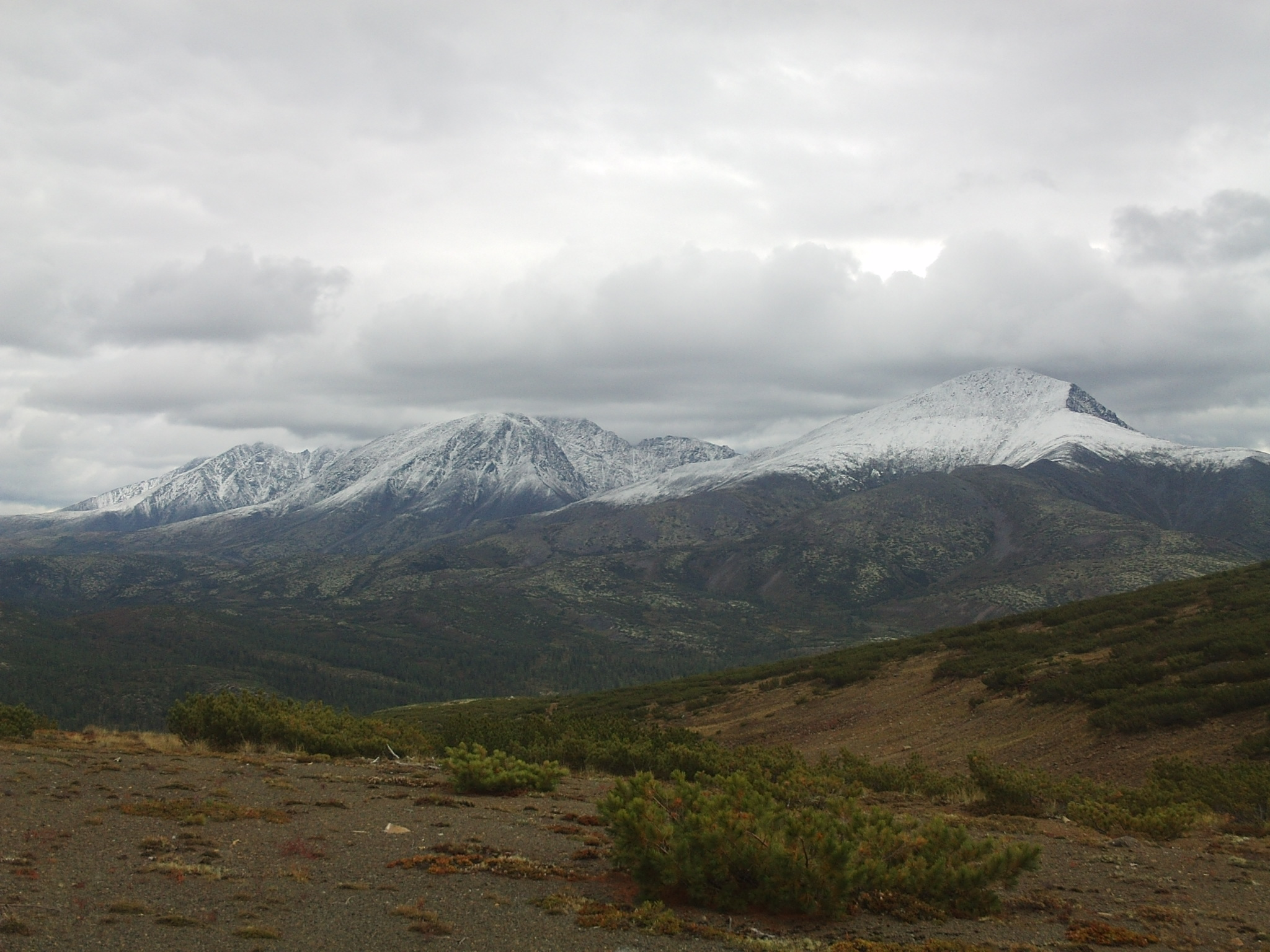
Il massiccio del golec Injaptuk

Le cime possono essere rocciose, ma di solito hanno una forma appiattita o simile a un plateau. Non di rado sono ricoperti da "fiumi di pietre" (kurum, курум). Le bufere di neve in inverno spazzano via la neve dagli spazi aperti, formando grandi accumuli nelle pieghe del terreno che si sciolgono lentamente nella stagione calda: i nevai.
La vegetazione, a causa del diffuso sviluppo del permafrost e del clima rigido e fortemente continentale, è scarsa, ed è rappresentata da tundre montane con alberi a crescita bassa e arbusti nani.
Qualche esempio:
- Tunkinskie Gol'cy
- Kitojskie Gol'cy
- Bystrinskij Golec
- Golec Sochondo
- Golec Injaptuk
- Skalistyj Golec